# 德拉甘·斯坦季奇
德拉甘·斯坦季奇，（1982年2月12日），塞爾維亞职业足球运动员。

## 球员生涯
德拉甘·斯坦季奇是塞爾維亞U19歲和U21歲成員。他在貝爾格萊德紅星開始他的職業生涯，之後打過OFK貝爾格萊德及古拿夏積杜克，2007-08賽季重返貝爾格萊德紅星。
他是塞爾維亞U21出席2004年U21歐洲國家盃的一分子。
2008年，他轉到中國發展，加盟青島中能。
南京有有降级后，斯坦季奇在2011年3月加盟贵州智诚在中甲联赛结束后，贵州智诚不幸降入了乙级，斯坦季奇也不得不另谋出路。2012赛季开始前，斯坦季奇曾到其他球队试训，但一次意外的受伤让他的腿部被缝了7针，斯坦季奇决定提前结束球员生涯。

## 教练生涯
2014-2015年，担任青岛中能助理教练。2015年，担任青岛中能代理主教练。2015-2016年，担任青岛中能助理教练。
2017年，担任镇江文旅助理教练。
2024年，担任湖南湘涛助理教练。

## 家庭
2010年11月，斯坦季奇和他的中国籍妻子在青岛结婚，斯坦季奇取了个中文名字冯金龙。

## 外部來源
- Profile at Playerhistory.
- Profile （页面存档备份，存于） at Worldfootball.
- Profile[永久] at Transfermarkt.
- Profile and stats until 2003 （页面存档备份，存于） at Dekisa.Tripod.
- 前中超外援借学英语娶中国女 随妻姓改名冯金龙 （页面存档备份，存于）